# Amphoroidea elegans
Amphoroidea elegans är en kräftdjursart som beskrevs av Baker 1911. Amphoroidea elegans ingår i släktet Amphoroidea och familjen klotkräftor. Inga underarter finns listade i Catalogue of Life.